# Trzin
 Trzin  est une commune située dans la région de la Haute-Carniole en Slovénie.

## Géographie
La commune est localisée dans la région de la Haute-Carniole dans la périphérie nord de la ville de Ljubljana. Jusque 1998, le territoire de la commune appartenait au territoire de la commune de Domžale situé juste au nord.

## Histoire
Trzin est mentionnée pour la première fois en 1273. Durant la Première Guerre mondiale, la zone a accueilli un aéroport militaire de la force aérienne autrichienne. En effet, la Slovénie fit partie de l'empire d'Autriche jusque 1918.

## Démographie
Entre 2008 et 2021, la population de la commune de Trzin est restée assez stable avec une population légèrement inférieure à 4 000 habitants,.
Évolution démographique
| 2008  | 2009  | 2010  | 2011  | 2012  | 2013  | 2014  | 2015  | 2016  |
| ----- | ----- | ----- | ----- | ----- | ----- | ----- | ----- | ----- |
| 3 671 | 3 731 | 3 801 | 3 841 | 3 834 | 3 874 | 3 851 | 3 858 | 3 889 |
| 2017  | 2018  | 2019  | 2020  | 2021  |       |       |       |       |
| 3 881 | 3 869 | 3 922 | 3 940 | 3 925 |       |       |       |       |

## Personnages célèbres
- Ivan Hribar, politicien.